# Дроздов, Александр Гордеевич
Александр Гордеевич Дроздов (23 апреля 1925, Севск, Брянская губерния — 21 октября 1965, Москва) — советский инженер-строитель.

## Биография
Родился 23 апреля 1925 года в городе Севск Брянской области в семье военного Гордея Ивановича Дроздова и его жены Натальи Алексеевны. Юность провёл в военном городке Покровское-Стрешнево под Москвой. После окончания средней школы был призван в армию. Окончил мореходное училище в Ленинграде, проходил службу на военном корабле. Принимал участие в Великой Отечественной войне. В октябре 1944 года в его корабль попала мина, и он 5 часов находился в ледяной воде Белого моря на перевернувшейся шлюпке. Демобилизовался в 1945 году.
В 1946 году поступил на второй курс МИСИ имени В. В. Куйбышева, который окончил в 1949 году по специальности «Промышленное и гражданское строительство». В 1949—1950 годах был производителем работ в Военно-строительном участке № 1 внутренних войск МГБ в городе Реутов Московской области. В 1950—1954 годах работал в управлении проектирования Московского государственного университета на Ленинских горах, где последовательно занимал должности инженера, старшего инженера, руководителя группы, главного конструктора сектора.
Руководителями и наставниками А. Г. Дроздова были ведущие инженеры-конструкторы того времени: Д. А. Касаткин, М. Ф. Гунгер и Н. В. Никитин. Совместно с Н. В. Никитиным он участвовал в проектировании и строительстве административного здания Министерства атомной промышленности СССР на Большой Ордынке (архитекторы П. П. Зиновьев и М. Л. Чериковер). В 1953 году вступил в КПСС.
В 1954—1956 годах работал главным инженером проектов мастерской № 5 института «Моспроект», а в 1956—1960 годах был главным инженером этой мастерской. На этом посту А. Г. Дроздов активно занимался разработкой новых типов жилых и общественных зданий. Работал над созданием новых конструкций и их внедрением в массовом жилищном строительстве. Под его руководством осуществлялось проектирование многих объектов Москворецкого района Москвы. В числе проектов, выполненных им в соавторстве, — крупноблочные здания для Павлодара (кинотеатры, гостиницы, ремесленное училище, техникум, больницы, серии домов), полносборный дом из панелей «ТК», сельский дом с каркасом из пресс-бетона. Участвовал в застройке района «Волхонка-ЗИЛ».
В соавторстве с архитекторами З. М. Розенфельдом и Б. В. Леоновым выполнил проект экспериментального пятиэтажного дома с поперечными несущими стенами, который был построен в 1958 году на Варшавском шоссе, 71к2. Схожую конструктивную систему имел восьмиэтажный жилой дом с поперечными несущими стенами, спроектированный А. Г. Дроздовым совместно с архитекторами З. М. Розенфельдом, В. Д. Бабадом и Б. В. Леоновым для строительства в Малом Песчаном переулке, 2. Однако в итоге дом был построен по другому проекту.
Принимал участие в конкурсах на проект Международной выставки в Москве, на перекрытие стадиона «Динамо» и других. Его конкурсный проект индустриальных решений каркаса лестничных маршей и других элементов жилых домов был удостоен 2-й премии, а проект жилых домов в индустриальных конструкциях — поощрительной премии.
С 1960 года А. Г. Дроздов занимал должность главного инженера института «Моспроект», реорганизованного в 1961 году в управление «Моспроект-1». С 1963 года и до конца жизни занимал должность заместителя начальника — главного инженера Главного архитектурно-планировочного управления города Москвы.
Был женат на архитекторе Т. Н. Дроздовой. Жил по адресу: Малый Песчаный переулок, 2. Умер в Москве 21 октября 1965 года. Похоронен на Новодевичьем кладбище.